# Atrilat
Atrilat (en llatí Athryilatus, en grec antic Αθρυίλατος) va ser un metge grec nascut a l'illa de Tasos que és introduït per Plutarc al Συμποσιακά com un dels oradors, i que per tant devia viure entre finals del segle i i començaments del segle ii.